# South Cerney
South Cerney é uma paróquia e aldeia do distrito de Cotswold, no condado de Gloucestershire, na Inglaterra. De acordo com o Censo de 2011, tinha 3464 habitantes. Tem uma área de 12,45 km².